# Kroksjö (Gunnarsjö socken, Västergötland)
Kroksjö är en sjö i Varbergs kommun i Västergötland och ingår i Viskans huvudavrinningsområde. Sjön har en area på 0,0859 kvadratkilometer och ligger 126,3 meter över havet.

## Delavrinningsområde
Kroksjö ingår i det delavrinningsområde (635725-130855) som SMHI kallar för Inloppet i Oklången. Medelhöjden är 145 meter över havet och ytan är 46,74 kvadratkilometer. Det finns inga avrinningsområden uppströms utan avrinningsområdet är högsta punkten. Lillån (Kungsätersån) som avvattnar avrinningsområdet har biflödesordning 2, vilket innebär att vattnet flödar genom totalt 2 vattendrag innan det når havet efter 41 kilometer. Avrinningsområdet består mestadels av skog (72 procent) och jordbruk (12 procent). Avrinningsområdet har 2,16 kvadratkilometer vattenytor vilket ger det en sjöprocent på 4,6 procent.